# Kwasy dikarboksylowe
Kwasy dikarboksylowe, daw. kwasy dwukarboksylowe – grupa organicznych związków chemicznych, kwasów karboksylowych zawierających dwie grupy karboksylowe (−COOH).
Nazwy systematyczne najprostszych kwasów tworzy się przez dodanie końcówki „-odiowy” do nazwy alkanu zawierającego tyle atomów węgla, co dany kwas.

## Ważniejsze kwasy dikarboksylowe
Wszystkie niżej wymienione kwasy, z wyjątkiem aromatycznych, mają łańcuchy węglowe nierozgałęzione.
- Nasycone

| Nazwa zwyczajowa                   | Nazwa systematyczna   | Wzór półstrukturalny | Temp. topn. (°C) |
| ---------------------------------- | --------------------- | -------------------- | ---------------- |
| kwas szczawiowy                    | kwas etanodiowy       | HOOC−COOH            | 189,5 (rozkład)  |
| kwas malonowy                      | kwas propanodiowy     | HOOC−CH 2−COOH       | 134–136          |
| kwas bursztynowy                   | kwas butanodiowy      | HOOC−(CH 2) 2−COOH   | 182–188          |
| kwas glutarowy                     | kwas pentanodiowy     | HOOC−(CH 2) 3−COOH   | 97,5–98,2        |
| kwas adypinowy                     | kwas heksanodiowy     | HOOC−(CH 2) 4−COOH   | 150–152          |
| kwas pimelinowy                    | kwas heptanodiowy     | HOOC−(CH 2) 5−COOH   | 104–105          |
| kwas korkowy (kwas suberynowy)     | kwas oktanodiowy      | HOOC−(CH 2) 6−COOH   | 142–143          |
| kwas azelainowy                    | kwas nonanodiowy      | HOOC−(CH 2) 7−COOH   | 106,5            |
| kwas sebacynowy                    | kwas dekanodiowy      | HOOC−(CH 2) 8−COOH   | 130–132          |
| –                                  | kwas undekanodiowy    | HOOC−(CH 2) 9−COOH   | 108–110          |
| –                                  | kwas dodekanodiowy    | HOOC−(CH 2) 10−COOH  | 125–127,5        |
| kwas brazylijski                   | kwas tridekanodiowy   | HOOC−(CH 2) 11−COOH  | 113,8–114,8      |
| –                                  | kwas tetradekanodiowy | HOOC−(CH 2) 12−COOH  | 123,7–124,7      |
| –                                  | kwas pentadekanodiowy | HOOC−(CH 2) 13−COOH  | 113–114          |
| kwas tapsjowy                      | kwas heksadekanodiowy | HOOC−(CH 2) 14−COOH  | 121–123          |
| –                                  | kwas heptadekanodiowy | HOOC−(CH 2) 15−COOH  | 117–121          |
| –                                  | kwas oktadekanodiowy  | HOOC−(CH 2) 16−COOH  | 124–127          |
| –                                  | kwas nonadekanodiowy  | HOOC−(CH 2) 17−COOH  | 119–123          |
| –                                  | kwas eikozanodiowy    | HOOC−(CH 2) 18−COOH  | 125,5            |
| kwas japoński                      | kwas heneikozanodiowy | HOOC−(CH 2) 19−COOH  | 120              |
| kwas felogenowy (kwas fellogenowy) | kwas dokozanodiowy    | HOOC−(CH 2) 20−COOH  | 127              |
| –                                  | kwas trikozanodiowy   | HOOC−(CH 2) 21−COOH  | 127,5            |
| –                                  | kwas tetrakozanodiowy | HOOC−(CH 2) 22−COOH  | 124–126          |

- Nienasycone
  - kwas maleinowy, HOOC−CH=CH−COOH (cis)
  - kwas fumarowy, HOOC−CH=CH−COOH (trans)
- Aromatyczne
  - kwas ftalowy (kwas o-benzenodikarboksylowy), HOOC−C
6H
4−COOH
  - kwas tereftalowy (kwas p-benzenodikarboksylowy)
  - kwas izoftalowy (kwas m-benzenodikarboksylowy)
- Hydroksykwasy dikarboksylowe
  - kwas tartronowy, HOOC−CH(OH)−COOH
  - kwas jabłkowy, HOOC−CH
2−(CH−OH)−COOH
  - kwas winowy, HOOC−(CH−OH)
2−COOH
  - kwas glukarowy, HOOC−(CH−OH)
4−COOH
- Ketokwasy dikarboksylowe
  - kwas mezoksalowy, HOOC−C(O)−COOH
  - kwas szczawiooctowy, HOOC−C(O)−CH
2−COOH
  - kwas α-ketoglutarowy, HOOC−C(O)−CH
2−CH
2−COOH